# Damper

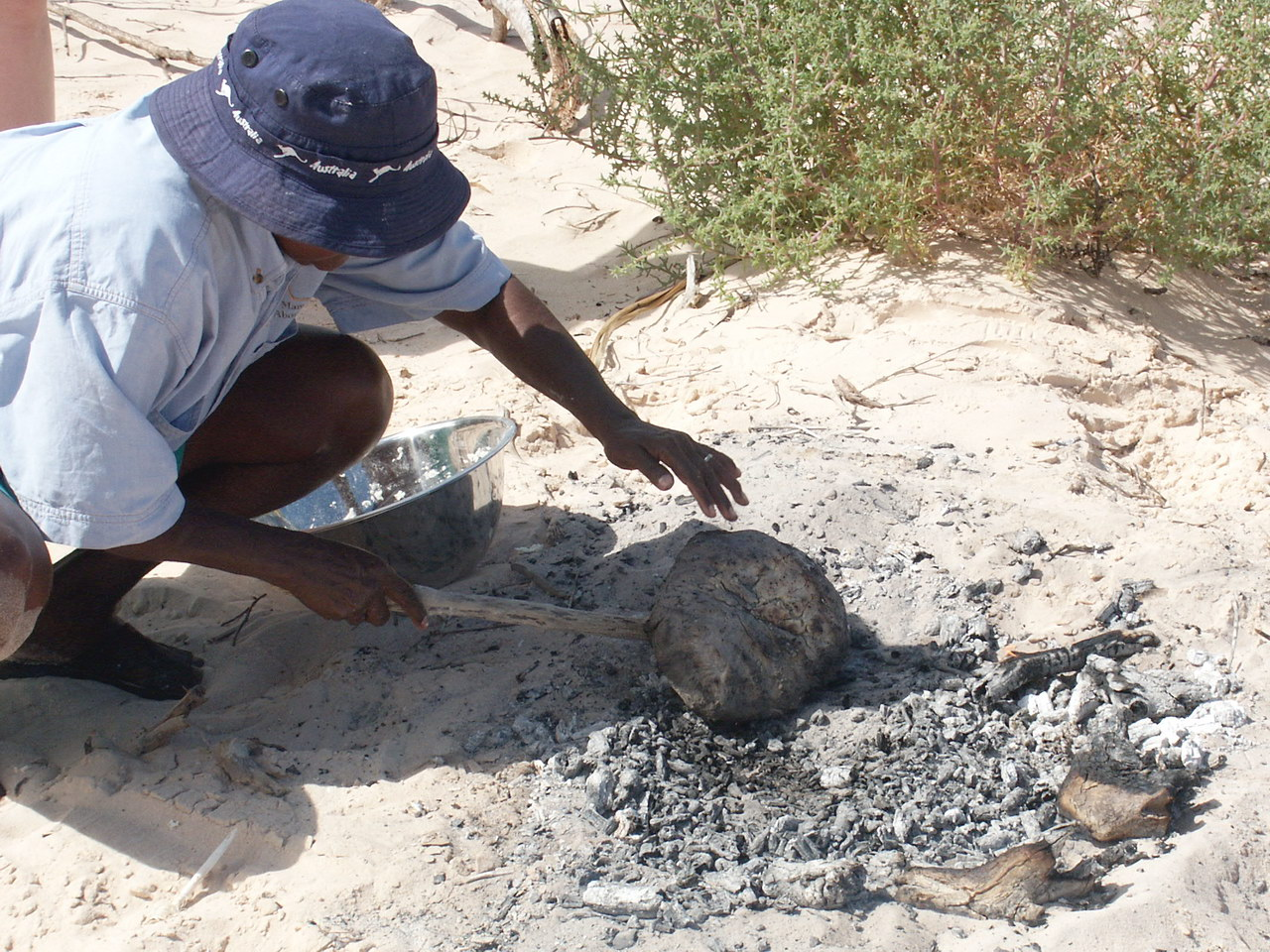
Damper, der auf heißer Kohlenasche gebacken wird.

Damper stellt im weitesten Sinne eine Brotherstellung der Aborigines und der Europäer in Australien dar. Der wesentliche Unterschied besteht darin, dass die Aborigines zur Herstellung von Damper in den Wüsten Samen von Portulaca und Gras und im nördlichen Australien Nüsse verwendeten, während die Europäer Mehl verwendeten. Heutzutage sind die Formen der Herstellung und die Zutaten variabel.

## Geschichte
Aborigine-Frauen haben Busch-Brot seit Jahrtausenden aus saisonalen Samen und Nüssen hergestellt, das sie in der Asche von Feuern gebacken haben. Damper ist aber auch ein Brot, das von Wanderarbeitern, Viehtreibern und anderen Reisenden im Outback gebacken wurde. Es besteht aus Mehl, das traditionell auf den Kohlen eines Lagerfeuers gebacken und Damper genannt wird. Das Mehl, das die Aborigines früher verwendeten, war nicht so fein wie das der Europäer und es bestand nicht nur aus Getreidekorn. Damper ist heute ein australisches Gericht und es wird zum Bush Food gerechnet.

## Damperherstellung

### Aborigines
Damper wurde auf die verschiedensten Arten von den Aborigines gebacken, im Norden Australiens sind es mehr Nusskuchen als die Samen-Damper in den Wüsten Australiens, wobei auch Reis verwendet wurde. Als Australien von den Briten kolonisiert wurde, boten sie der indigenen Bevölkerung Mehl, Zucker und Tee an, was zu Mangelernährung, schlechtem Gesundheitszustand und Adipositas führte. Die Nüsse und Samen der Akazien- und Grasarten weisen im Gegensatz zu industriellem Mehl einen hohen Nährwert auf, der die Aborigines befähigte, gesund zu leben und sich dabei über große Strecken hinweg zu bewegen. Nach der Ankunft der europäischen Kolonisatoren waren die Aborigines, um zu überleben, gezwungen, sich nicht nur entgegen ihrer vorherigen Gepflogenheiten zu ernähren, sondern sie mussten sich auch in der Nähe von Siedlungen niederlassen, um dieses Essen zu erhalten.
Hergestellt wurde Damper von den Aborigine-Frauen vor allem aus Nüssen, Portulaca-Pflanzen und aus Grassamen. Die gesammelten Samen wurde üblicherweise in einer Schale zerrieben, die auch zum Graben benutzt wurde. Anschließend wurden die Verunreinigungen entfernt und die Hülsen durch Hochwerfen weggeweht. Nach der Reinigung wurden die Samen mit Wasser vermischt und mit einem Stein zerrieben, die dabei entstehende Paste konnte sofort gegessen werden oder sie wurde zu kleinen Brotlaiben geformt und zwischen Holzkohle gebacken. Das Vorgehen war dabei folgendes: Hatte das Feuer lange genug gebrannt und der Boden war ausreichend heiß, wurde die Holzkohle zur Seite geschoben, das Brot auf den heißen Boden gelegt und kleine Mulga-Zweige aufgelegt, die Aroma verleihen. Danach wurde der Brotlaib von Holzkohle umgeben und eine halbe Stunde gebacken. Wurde auf den Damper geklopft und klang das so entstehende Geräusch hohl, war das auf diese Weise gebackene Brot bereit. Damper ist dunkelbraun und schmackhaft. Es gleicht geschmacklich einem Vollkorn-Roggenbrot.
Es gibt noch weitere Arten und Weisen der Herstellung, die von der ursprünglichen Herstellung abweichen, beispielsweise wenn die Aborigines Mehl verwendeten, Milch hinzusetzten oder die Paste vor dem Backen auf Holzkohle oder Asche getrocknet wurde.

### Europäer
Damper wurde auch von den britischen Kolonisten und Viehtreibern (Stockman) gebacken, die in verlassene Gegenden für Wochen und Monate lediglich mit einer Ration von Mehl, Zucker und Tee reisten und dies mit Fleisch ergänzten, sofern es verfügbar war. Die Hauptbestandteile von Damper sind Mehl, Wasser, Salz und manchmal Milch oder Kokosmilch. Backpulver konnte als Treibmittel benutzt werden. Der Damper wurde normalerweise für den sogenannten Stockman’s Damper nicht auf der Asche des Lagerfeuers gebacken, sondern direkt auf die heißen Holzkohlen gelegt und immer wieder gewendet. Auch dieser Damper klingt hohl, wenn er fertig gebacken ist. Er ist nach dem Backen hart und braun. Heutzutage wird der Damper alternativ auch in einem gefetteten Campingofen oder auf heißen Metalltablets gebacken.

### Aktuell
Damper wird auch mit getrocknetem oder gekochtem Fleisch oder mit Golden Syrup (Zuckerrübensirup) gegessen, das auch als „cocky’s joy“ in Australien bekannt ist. Es ist mittlerweile in Bäckereien erhältlich. Einige Variationen und Rezepte existieren – einige sind authentisch, andere benutzen den Namen, um eher rustikale Brotprodukte in den australischen Städten zu vermarkten.

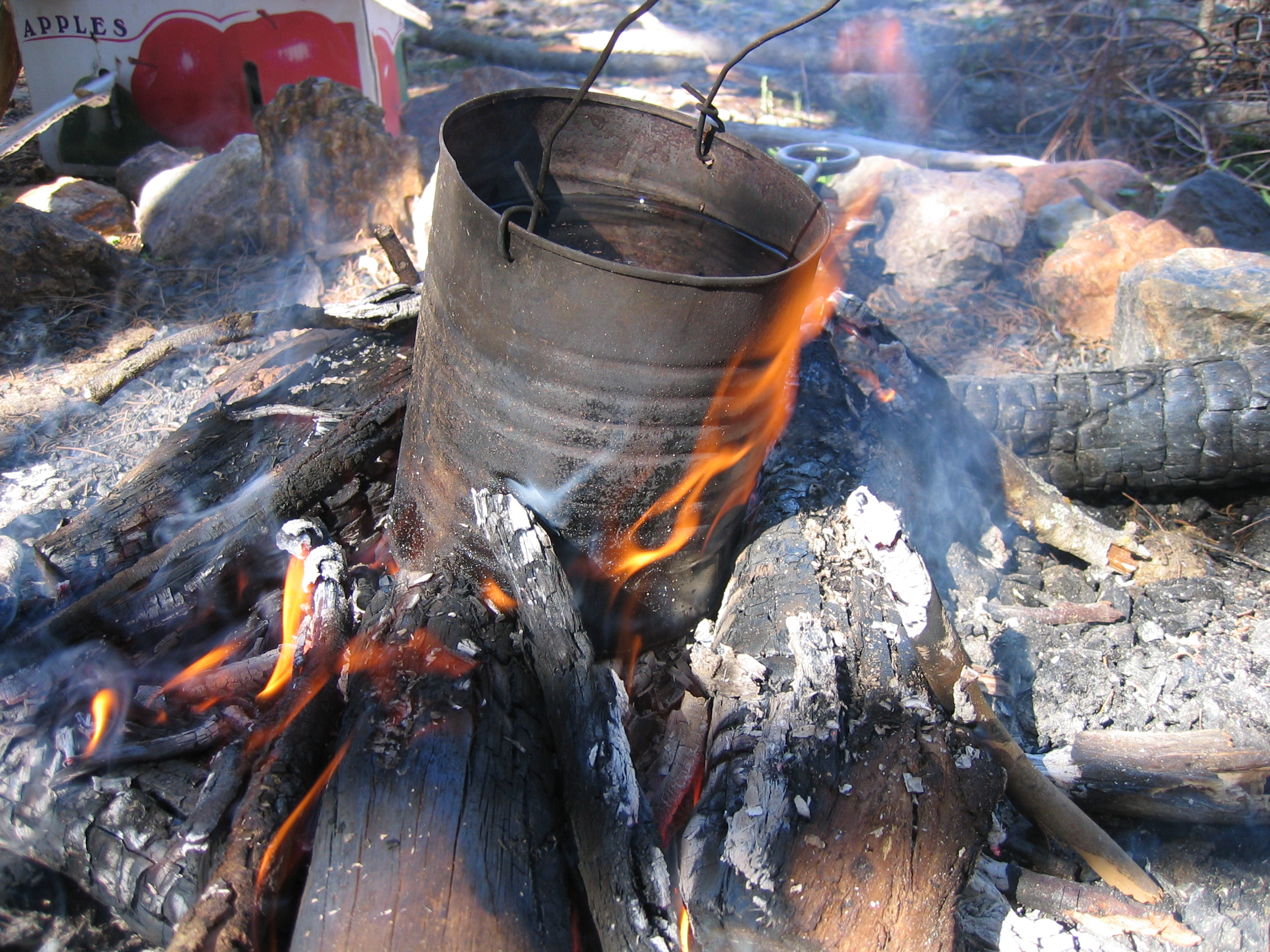
Billycan

Es gab in der frühen Zeit Australiens zahlreiche Kochbücher, in denen die Damperherstellung beschrieben ist. Heute ist selbsthergestellter Damper, genossen mit Tee aus Billycans – vorzugsweise mit Buschhonig versüßt – sowohl bei den Aborigines als auch bei den Australiern europäischen Ursprungs eine gerne genossene Buschmahlzeit.